# Dongtai He
Dongtai He (kinesiska: 东台河) är ett vattendrag i Kina. Det ligger i provinsen Jiangsu, i den östra delen av landet, omkring 220 kilometer nordost om provinshuvudstaden Nanjing.
Genomsnittlig årsnederbörd är 1 189 millimeter. Den regnigaste månaden är juli, med i genomsnitt 248 mm nederbörd, och den torraste är januari, med 30 mm nederbörd.